# Luftrausers
Luftrausers ist ein Shoot ’em up des niederländischen Entwicklerteams Vlambeer. Es erschien 2014 über Devolver Digital für Windows, Linux, Mac OS, PlayStation 3 und PlayStation Vita, später auch für Android.

## Beschreibung
Der Spieler steuert ein Flugzeug im Luftraum über einer Wasserfläche und muss in klassischer Genremanier gegnerische Flugzeuge und andere Kampfeinheiten wie Schiffe abschießen. Es kann sich in alle Richtungen bewegen, Schüsse werden allerdings nur frontal in gerader Linie abgegeben. Für die Steuerung wird neben einem Analogstick/Steuerkreuz lediglich eine Taste benötigt. 
Die Grafik des Spiels ist reduziert und sepiafarben. Die Anzeige der Lebensenergie wird durch einen kreisförmigen Radius um das eigene Flugzeug angedeutet, der mit jedem Treffer enger wird. Er regeneriert sich wieder, wenn für eine Zeit kein Schuss abgegeben und kein Schub genutzt wird. Ziel des Spiels ist es, möglichst lange zu überleben und durch den Abschuss von Gegnern eine möglichst hohe Punktzahl (Highscore) zu erreichen. Durch den Abschuss von Gegnern erhöht sich ein Multiplikator und sinkt wieder auf Null, wenn innerhalb eines Zeitfensters kein weiterer Abschuss erfolgt. Im Spielverlauf können alternative Flugzeugteile und Waffensysteme freigeschaltet werden, die die Handhabung und Fähigkeiten des Flugzeugs verändern.
Die Arbeiten zu Luftrausers begann zunächst als experimentelles Flash-Spiel, das als Luftrauser (ohne „s“) kostenlos im Internet spielbar war. Nach dessen Veröffentlichung erschien von einem Nachahmer eine Kopie des Spiels unter dem Titel SkyFar in Apples App Store, die auf Antrag der Entwickler wieder entfernt wurde.

## Rezeption
Das Spiel erhielt vielfach positive Kritiken. 

„Gute Ideen, schwache Umsetzung: Eine holprige Steuerung und wenig Abwechslung verderben schnell den Spaß an den erfrischend anderen Luftkämpfen. […] Auf der Vita leidet die blitzschnelle Arcade-Action unter leichten Slowdowns, die aber stets erträglich bleiben.“

„Luftrausers macht süchtig! Viele Stunden hat mich die Ballerei zur Jagd auf neue Missionen und High Scores gezwungen. Dafür belohnt werde ich u.a. mit alternativen Hintergrundfarben – eine Dreingabe, die ebenfalls zum Weiterzocken anregt wie die verschiedenen Bauteile für mein Flugzeug. Die anfangs ungewohnte Spielmechanik entpuppt sich als haargenau justiert, immer geschickter entkomme ich feindlichen Manövern. Dass es beim wilden Bildschirmtreiben manchmal ruckelt, fällt kaum ins Gewicht, super ist auch der schräge Lo-Fi-Soundtrack.“

Es erreichte bereits drei Tage nach Veröffentlichung die Gewinnschwelle.